# Milford (Nebraska)
Pour les articles homonymes, voir Milford.
Milford est une ville de l'État américain du Nebraska, située dans le comté de Seward. Selon le recensement de 2010, sa population est de 2 090 habitants.